# (6342) 1993 VG
(6342) 1993 VG es un asteroide perteneciente al cinturón de asteroides, región del sistema solar que se encuentra entre las órbitas de Marte y Júpiter, más concretamente a la familia de Coronis, descubierto el 7 de noviembre de 1993 por Seiji Ueda y el astrónomo Hiroshi Kaneda desde el Kushiro Marsh Observatory, Hokkaido, Japón.

## Designación y nombre
Designado provisionalmente como 1993 VG. 

## Características orbitales
1993 VG está situado a una distancia media del Sol de 2,914 ua, pudiendo alejarse hasta 2,983 ua y acercarse hasta 2,845 ua. Su excentricidad es 0,023 y la inclinación orbital 2,655 grados. Emplea 1817,44 días en completar una órbita alrededor del Sol.

## Características físicas
La magnitud absoluta de 1993 VG es 13,4. Tiene 5,28 km de diámetro y su albedo se estima en 0,365. 